# Karl Thoma-Höfele

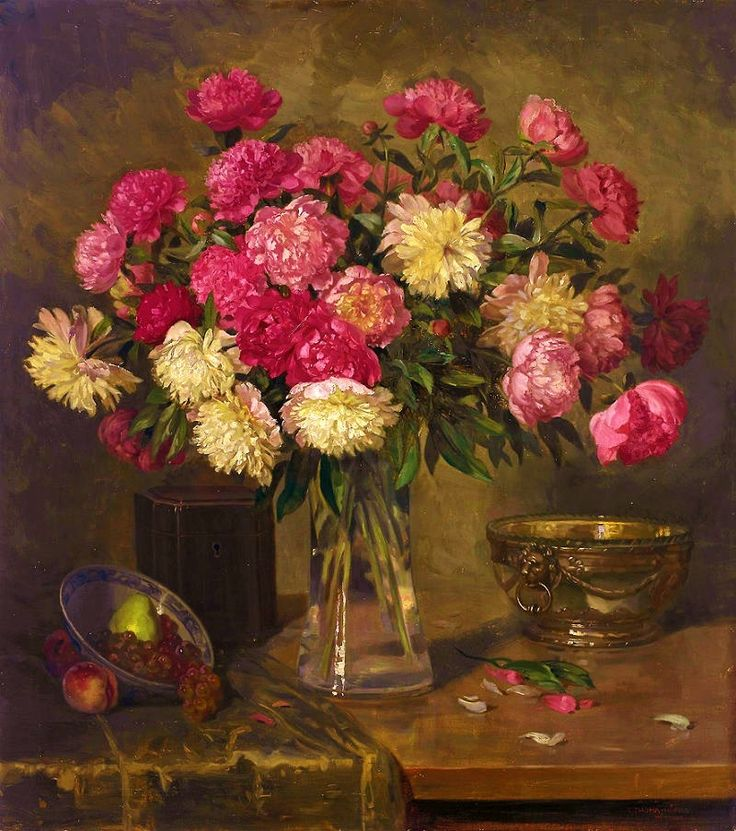
Blumenstillleben

Karl Thoma-Höfele (* 10. September 1866 in Basel; † 7. Januar 1923 in München) war ein Schweizer Stilllebenmaler.
Karl Thoma-Höfele studierte seit dem 6. April 1883 an der Königlichen Akademie der Künste in München bei Gabriel von Hackl, Johann Caspar Herterich und Sándor Wagner.
Nach dem Studium blieb er in München ansässig und beschäftigte sich fast ausschliesslich mit der Stilllebenmalerei.
Er stellte von 1904 bis 1911 seine Werke im Münchner Glaspalast aus.